# بانبور فرخینوند
بانبور فرخینوند، روستایی از توابع بخش مرکزی شهرستان چرداول در استان ایلام ایران است.

## جمعیت
این روستا در دهستان بیجنوند قرار دارد و براساس سرشماری مرکز آمار ایران در سال ۱۳۸۵، جمعیت آن ۱۸ نفر (۴خانوار) بوده‌است.